# Вступний внесок
Вступни́й вне́сок — внесок фізичної чи юридичної особи в грошовій формі понад пай при вступі в кооператив для організаційного забезпечення його діяльності в розмірах, встановлених статутом. Вступний внесок зараховується в неподільний фонд і в разі виходу з кооперативу не повертається.